# 天津大学北洋园校区站
天津大学北洋园校区站位于天津市津南区海河教育园区同砚路与新元南路交口（天津大学北洋园校区南门），是天津地铁8号线的地下车站之一，也是天津地铁站名最长的车站。车站总长度235米，车站主体沿同砚路东西方向布置，北侧紧邻天津大学北洋园校区护校河、教学科研楼，南侧靠近排污河、津港高速公路。

## 车站结构
天津大学北洋园校区站设三处出入口、两座风亭。
| 地面     | 出入口                     | A、C、D出入口                     |
| 地下一层 | 站厅                       | 客服中心、自动售票机、验票机      |
| 地下二层 | 轨道（北）                 | █ 8号线往渌水道（景荔道）         |
| 地下二层 | 岛式站台，左边车门将会开启 |                                   |
| 地下二层 | 轨道（南）                 | █ 8号线往咸水沽西（海河教育园区） |

## 车站出口
天津大学北洋园校区站共设3个出口，各出口及周围设施如下所示：
|          |      |                          |                    |
| 出口编号 | 照片 | 地点                     | 可到达目的地       |
| 出口 · A |      | 同砚路北侧、新元南路西侧 | 天津大学北洋园校区 |
| 出口 · C |      | 同砚路南侧、新元南路西侧 | 天津大学北洋园校区 |
| 出口 · D |      | 同砚路北侧、新元南路西侧 | 天津大学北洋园校区 |

## 换乘交通
| 公共汽车线路 \| 编号 \| 编号 \| 线路 \| 线路 \| 线路 \| 收费 \| 运营商 \| 备注 \| \| ---- \| ---- \| ---------------- \| ---- \| ---------------- \| ----- \| ---------- \| ---------- \| \| \| 216 \| 复兴门地铁站 \| ⇆ \| 大孙庄小学 \| 2–3元 \| 公交二公司 \| 上下车刷卡 \| \| \| 612 \| 南开大学 \| ⇆ \| 天南大新址公交站 \| 2–3元 \| 公交二公司 \| 上下车刷卡 \| \| \| 613 \| 胸科医院环湖医院 \| ⇆ \| 天南大新址公交站 \| 2元 \| 公交二公司 \| \| |      |                  |      |                  |       |            |            |
| 编号 | 编号 | 线路             | 线路 | 线路             | 收费  | 运营商     | 备注       |
| | 216  | 复兴门地铁站     | ⇆    | 大孙庄小学       | 2–3元 | 公交二公司 | 上下车刷卡 |
| | 612  | 南开大学         | ⇆    | 天南大新址公交站 | 2–3元 | 公交二公司 | 上下车刷卡 |
| | 613  | 胸科医院环湖医院 | ⇆    | 天南大新址公交站 | 2元   | 公交二公司 |            |

| 编号 | 编号 | 线路             | 线路 | 线路             | 收费  | 运营商     | 备注       |
| ---- | ---- | ---------------- | ---- | ---------------- | ----- | ---------- | ---------- |
|      | 216  | 复兴门地铁站     | ⇆    | 大孙庄小学       | 2–3元 | 公交二公司 | 上下车刷卡 |
|      | 612  | 南开大学         | ⇆    | 天南大新址公交站 | 2–3元 | 公交二公司 | 上下车刷卡 |
|      | 613  | 胸科医院环湖医院 | ⇆    | 天南大新址公交站 | 2元   | 公交二公司 |            |

## 车站历史
- 该站最初为天津轨道交通天津地铁6号线的车站[1]，命名为天津大学站[2]。
- 在2016年公布的规划中，已经说明该段线路调整为天津地铁8号线。
- 在2019年1月7日天津轨道交通集团公布的《天津地铁6号线工程（梅林路站-咸水沽西站）环境影响报告书（征求意见稿）》中，该站被命名为天津大学北洋园校区站[3][4]，线路远期与天津地铁8号线贯通运营。
- 2019年5月21日，天津大学北洋园校区站地下连续墙开始施工。同年6月3日起，同砚路部分路段限行施工。
- 2020年4月8日，天津地铁6号线二期工程天津大学北洋园校区站至海河教育园区站区间右线盾构顺利始发，工程正式进入盾构施工阶段。
- 2020年5月29日，天津大学北洋园校区站主体结构封顶。
- 2020年7月6日，天津地铁6号线二期工程天津大学北洋园校区站至海河教育园区站右线盾构机完成接收，成为6号线二期工程首个单线贯通区间。
- 2020年8月2日，天津地铁6号线二期天津大学北洋园校区站至海河教育园区站左线盾构区间贯通，成为全线首个双线贯通的盾构区间。
- 2020年8月13日，天津地铁6号线二期区间风井至天津大学北洋园校区站区间右线贯通[5]。
- 2020年8月31日，天津地铁6号线二期区间风井至天津大学北洋园校区站区间左线实现贯通，成为全线第三个双线贯通区间。
- 2020年12月11日，天津地铁6号线二期工程景荔道站至区间风井区间右线顺利贯通，此为工程最长区间。
- 2020年12月28日，天津地铁6号线二期工程景荔道站至区间风井区间左线贯通，成为6号线二期工程正线第16个单线贯通区间，第8个双线贯通区间[6]。